# Archiconis electrica
Archiconis electrica is een insect uit de familie van de dwerggaasvliegen (Coniopterygidae), die tot de orde netvleugeligen (Neuroptera) behoort. 
De wetenschappelijke naam Archiconis electrica is voor het eerst geldig gepubliceerd door Enderlein in 1930.